# Содова промисловість
Со́дова промисло́вість — галузь хімічної промисловості, яка виробляє кальциновану соду (Na2СО3), каустичну соду (NaOH), бікарбонат натрію (NaHCO3), хлористий амоній та ін.

## Опис
Продукти содової промисловості широко використовуються в народному господарстві: кальцинова сода в скляній, хімічній, металургійній, а також як основна сполука для виробництва інших содових продуктів; каустична — у виробництві штучного волокна, алюмінію, мила, багатьох органічних продуктів; бікарбонат натрію — в медицині і харчовій промисловості. Основною сировиною для продукції содової промисловості є кухонна сіль, крейда і вапняки; на виробництво 1 т кальцинової соди витрачається 1,63 т кухонної солі, 1,6 т вапняку і 1,7 т умовного палива.

## В Україні
Оскільки основною сировиною для продукції содової промисловості є кухонна сіль, крейда і вапняки, в Україні содова промисловість зосереджена на Донбасі, який має майже невичерпні запаси кухонної солі, вапняку і палива; водночас 3/4 содового виробництва використовується на місці: у хімічній, скляній та інших промисловостях.
В Україні перші содові заводи постали в Лисичанському (1890) і в Слов'янському (1898; другий 1941). 1913 вони продукували 168 000 т содопродуктів (76 % Рос. Імперії). У 1914—1920 содова промисловість занепала і щойно 1927 досягла довоєнного рівня. 1940 на Україну припадало 80 % продукції кальцинової й 45 % каустичної соди всього СРСР. 1948 обидва зав. у Слов'янському об'єднано у Слов'янський содовий комбінат. Збільшення виробництва С. п. видно з табл. (у тис. т):
| Продукція         | 1913 | 1940 | 1950 | 1960 | 1970 | 1974 |
| ----------------- | ---- | ---- | ---- | ---- | ---- | ---- |
| Кальцинована сода | 119  | 413  | 531  | 813  | 871  | 893  |
| Каустична сода    | 40   | 78   | 41   | 114  | 218  | 272  |

1966 року було розпочато будівництво нового великого содового заводу у Криму; водночас планувався розвиток виробництво каустичної соди на заводах у містах Кам'янському, Калуші і Первомайському. На середину 1970-тих содова промисловість в УРСР (зокрема виробництво кальцинованої соди) не розвивалося, а її частка у продукції всього СРСР сильно зменшилася: до 45 % у 1960, 25 % у 1970, 20 % у 1974; відповідні відсотки для каустичної соди; 16, 12, 13.